# Исусовци
Дружба Исусова (лат. Societas Iesu), познатији под именом Исусовци (лат. Iesuitae), јесте монашки ред регуларних клирика папског права за мушкарце унутар Католичке цркве, са седиштем у Риму. Ред је основао Игњатије Лојола са шесторицом сапутника 1540. године, уз одобрење папе Павла III. Дружба Исусова је највећи мушки монашки ред у Католичkoj цркви и имала је значајну улогу у образовању, добротворном раду, хуманитарним акцијама и глобалној политици. Дружба је ангажована у евангелизацији и апостолском служењу у 112 земаља. Исусовци се баве образовањем, истраживањем и културним активностима. Такође воде духовне вежбе, служе у болницама и парохијама, спонзоришу директне социјалне и хуманитарне пројекте и промовишу екуменски дијалог.
Дружба Исусова је посвећена под заштитништвом Мадона дела Страда, титуле Блажене Дјевице Марије, а предводи је врховни генерал. Седиште реда, његова генерална курија, налази се у Риму. Историјска курија Игњатија Лојоле данас је део Collegio del Gesù повезаног са црквом Ил Ђезу, матичном црквом језуита.
Чланови Дружбе Исусове полажу завете „вечног сиромаштва, чедности и послушности“ и „обећавају посебну послушност врховном понтифику у погледу мисија“. Од језуите се очекује да буде потпуно доступан и послушан својим старешинама, прихватајући налоге да иде било где у свету, чак и ако је потребно да живи у екстремним условима. Игњатије, водећи оснивач, био је племић са војном позадином. Уводне речи оснивачког документа Дружбе Исусове стога објављују да је основана за „свакога ко жели да служи као војник Божји, да се посебно бори за одбрану и ширење вере, и за напредак душа у хришћанском животу и учењу“. Исусовци се стога колоквијално називају „Божјм војницима“, „Божјим маринцима“, или „Дружбом“. Дружба Исусова је учествовала у контрареформацији и, касније, у спровођењу одлука Другог ватиканског сабора.
Исусовачки мисионари оснивали су мисије широм света од 16. до 18. века и имали су и успехе и неуспехе у покрштавању домородачких народа. Исусовци су увек били контроверзни унутар Католичке цркве и често су се сукобљавали са световним властима и институцијама. Почевши од 1759. године, Католичка црква је протерала језуите из већине земаља у Европи и из европских колонија. Папа Климент XIV је званично укинуо ред 1773. године. Црква је укидање повукла 1814. године.

## Историја

### Оснивање
Игњатије Лојола, баскијски племић из пиринејске области северне Шпаније, основао је Дружбу након што је открио свој духовни позив док се опорављао од ране задобијене у бици код Памплоне.
Дана 15. августа 1534. године, Игњатије Лојола (рођен као Ињиго Лопез де Лојола), Шпанац из баскијског града Лојоле, и шесторица других, углавном кастиљског порекла, сви студенти на Универзитету у Паризу, састали су се на Монмартру, изван Париза, у крипти испод цркве Светог Дионисија, данас Сен Пјер де Монмартр, како би положили завете сиромаштва, чедности и послушности. Шесторица Игњатијевих пратилаца били су: Франсиско Хавијер из Наваре (данашња Шпанија), Алфонсо Салмерон, Дијего Лаинез, Николас Бобадиља из Кастиље (данашња Шпанија), Пјер Фавр из Савоје и Симао Родригес из Португалије.
Овај састанак се обележава у Мартиријуму Светог Дионисија на Монмартру. Назвали су се Compañía de Jesús, а такође и Amigos en El Señor или „Пријатељи у Господу“, јер су осећали да их је „Христ спојио“. Назив „дружба“ (compañía) имао је призвук војске (што можда одражава Игњатијеву позадину као капетана у шпанској војсци), као и учеништва („пратиоци“ исусови). Шпанска реч „compañía“ преведена је на латински као societas, попут речи socius, партнер или друг. Одатле је настао назив „Друштво Исусово“ (SJ), по којем ће постати шире познати.
Верски редови основани у средњем веку добијали су имена по одређеним личностима: Фрањо Асишки (фрањевци); Доминик де Гузман, касније канонизован као Свети Доминик (доминиканци); и Августин Хипонски (августинци). Игњатије Лојола и његови следбеници присвојили су име Исусово за свој нови ред, што је изазвало негодовање других редова који су то сматрали дрским. Ово негодовање забележио је исусовац Хосе де Акоста у разговору са надбискупом Санто Доминга.
Према речима једног историчара: „Употреба имена Исус изазвала је велико негодовање. И на континенту и у Енглеској, осуђивана је као богохулна; петиције су слате краљевима и грађанским и црквеним судовима да се име промени; чак је и папа Сикст V потписао бриф којим је то требало укинути.“ Али ништа није произашло из свег тог противљења; већ су постојале конгрегације назване по Тројству и као „Божје кћери“.
Године 1537, седморица су отпутовала у Италију да траже папско одобрење за свој ред. Папа Павле III им је дао препоруку и дозволио им да буду заређени за свештенике. Ови почетни кораци довели су до званичног оснивања 1540. године.
Заређени су у Венецији од стране бискупа Раба 24. јуна. Посветили су се проповедању и добротворном раду у Италији. Италијански рат (1536–1538), који се поново распламсао између Карла V, цара Светог римског царства, Венеције, папе и Османског царства, онемогућио је било какво путовање у Јерусалим.
Године 1540. поново су представили пројекат Павлу III. Након вишемесечне расправе, конгрегација кардинала дала је позитивно мишљење о представљеном Уставу, а Павле III је потврдио ред папском булом Regimini militantis Ecclesiae („За управљање војујућом Црквом“), 27. септембра 1540. године. Ово је оснивачки документ Дружбе Исусове као званичног католичког верског реда. Игњатије је изабран за првог врховног генерала. Була Павла III ограничила је број чланова на шездесет. Ово ограничење је уклоњено булом Exposcit debitum папе Јулија III 1550. године.
Године 1543. Петар Канизије је приступио Дружби. Игњатије га је послао у Месину, где је основао први исусовачки колегијум на Сицилији. Игњатије је изложио своју првобитну визију новог реда у „Формули Института Дружбе Исусове“, која је „темељна повеља реда, из које су сви каснији званични документи били разраде и са којом су се морали ускладити“. Он се побринуо да његова формула буде садржана у две папске буле које су потписали папа Павле III 1540. и папа Јулије III 1550. године. Формула је изражавала природу, духовност, заједнички живот и апостолат новог верског реда. Њена чувена уводна изјава одражавала је Игњатијеву војну позадину:
Ко год жели да служи као војник Божји под заставом Крста у нашој Дружби, коју желимо да означимо Исусовим именом, и да служи само Господу и Цркви, његовој невести, под римским понтификом, Христовим викаром на земљи, треба, након свечаног завета вечне чедности, сиромаштва и послушности, да има на уму следеће. Он је члан Дружбе основане првенствено у ову сврху: да се посебно бори за одбрану и ширење вере и за напредак душа у хришћанском животу и учењу, путем јавних проповеди, предавања и било које друге службе Речи Божје, а даље путем духовних вежби, образовања деце и неписмених у хришћанству, и духовне утехе верника Христових кроз слушање исповести и дељење осталих сакрамената. Штавише, треба да се покаже спремним да помири завађене, саосећајно помаже и служи онима који су у затворима или болницама, и заиста, да врши било која друга дела милосрђа, у складу са оним што ће се чинити сврсисходним за славу Божју и опште добро.
У испуњавању мисије „Формуле Института Дружбе“, први исусовци су се концентрисали на неколико кључних активности. Прво, оснивали су школе широм Европе. Исусовачки наставници су били обучени и за класичне науке и за теологију, а њихове школе су то одражавале. Ове школе су подучавале са равнотежом аристотеловских метода и математике.
Друго, слали су мисионаре широм света да евангелизују народе који још нису чули Јеванђеље, оснивајући мисије у веома различитим регионима као што су данашњи Парагвај, Јапан, Онтарио и Етиопија. Један од првобитне седморице стигао је у Индију већ 1541. године. Коначно, иако у почетку нису формирани у ту сврху, имали су за циљ да зауставе ширење протестантизма и очувају заједништво са Римом и папом. Ревност језуита надвладала је покрет ка протестантизму у Пољско-Литванској Унији и јужној Немачкој.
Игњатије је написао исусовачке Уставе, усвојене 1553. године, који су створили централизовану организацију и наглашавали прихватање било које мисије на коју би их папа позвао. Његов главни принцип постао је незванични исусовачки мото: Ad maiorem Dei gloriam („Све на већу славу Божју“). Ова фраза је осмишљена да одрази идеју да свако дело које није зло може бити заслужно за духовни живот ако се изводи са овом намером, чак и ствари које се обично сматрају од мале важности.
Дружба Исусова се међу институтима класификује као ред регуларних клирика, то јест, тело свештеника организовано за апостолски рад, које следи монашко правило.
Термин језуит (пореклом из 15. века, што значи „онај ко је пречесто користио или присвајао име Исусово“) први пут је примењен на Дружбу у погрдном смислу (1544–1552). Термин никада није користио Игњатије Лојола, али су временом чланови и пријатељи Дружбе усвојили име са позитивним значењем.
Иако је ред ограничен на мушкарце, Хуана од Аустрије, принцеза од Португалије, фаворизовала је ред и сматра се да је била примљена тајно под мушким псеудонимом.

### Рани радови
Језуити су основани непосредно пре Тридентског сабора (1545–1563) и потоње контрареформације која је требало да уведе реформе унутар Католичке цркве и тако се супротстави протестантској реформацији широм католичке Европе.
Игњатије и рани исусовци су, међутим, препознали да је хијерархијској цркви хитно потребна реформа. Неке од њихових највећих борби биле су против корупције, поткупљивости и духовне летаргије унутар Католичке цркве. Игњатије је инсистирао на високом нивоу академске припреме за свештенство, за разлику од релативно слабог образовања већег дела свештенства његовог времена. Исусовачки завет против „тежње ка прелатурама“ може се видети као напор да се супротстави другом проблему који је био очигледан у претходном веку.
Игњатије и исусовци који су га следили веровали су да реформа цркве мора почети преобраћењем срца појединца. Једно од главних оруђа које су Исусовци користили за постизање овог преобраћења јесте игњатијанска духовна обнова, названа Духовне вежбе. Током четворонедељног периода тишине, појединци пролазе кроз низ усмерених медитација о сврси живота и контемплација о Христовом животу. Редовно се састају са духовним водитељем који их усмерава у избору вежби и помаже им да развију проницљивију љубав према Христу.
Духовна обнова следи образац „прочишћења-просветљења-сједињења“ у традицији духовности Јована Касијана и пустињских отаца. Игњатијева иновација била је у томе што је овај стил контемплативне мистике учинио доступним свим људима у активном животу. Користио га је као средство за обнову духовног живота цркве. Вежбе су постале и основа за обуку језуита и једна од суштинских служби реда: давање вежби другима у ономе што је постало познато као „духовне обнове“.
Доприноси језуита касној ренесанси били су значајни у њиховим улогама и као мисионарског реда и као првог верског реда који је водио колегијуме и универзитете као главно и посебно служење. До Игњатијеве смрти 1556. године, Исусовци су већ управљали мрежом од 74 колегијума на три континента. Као претеча либералног образовања, исусовачки план студија инкорпорирао је класична учења ренесансног хуманизма у схоластичку структуру католичке мисли. Овај метод подучавања био је важан у контексту научне револуције, пошто су ови универзитети били отворени за подучавање нових научних и математичких методологија. Поред тога, многи важни мислиоци научне револуције школовали су се на исусовачким универзитетима.
Поред учења вере, исусовачки Ratio Studiorum (1599) стандардизовао је проучавање латинског, грчког, класичне књижевности, поезије и филозофије, као и неевропских језика, наука и уметности. Исусовачке школе су подстицале проучавање народне књижевности и реторике, и тиме постале важни центри за обуку правника и јавних службеника.
Исусовачке школе су одиграле важну улогу у враћању у католичанство бројних европских земаља које су једно време биле претежно протестантске, посебно Пољска и Литванија. Данас се исусовачки колегијуми и универзитети налазе у преко стотину нација широм света. Под идејом да се Бог може сусрести кроз створене ствари, а посебно уметност, подстицали су употребу церемонија и декорације у католичком ритуалу и побожности. Можда као резултат овог уважавања уметности, заједно са њиховом духовном праксом „проналажења Бога у свим стварима“, многи рани исусовци су се истакли у визуелним и извођачким уметностима, као и у музици. Позориште је било облик изражавања посебно истакнут у исусовачким школама.
Исусовачки свештеници су често деловали као исповедници краљевима током раног модерног доба. Били су важна снага у контрареформацији и у католичким мисијама, делимично зато што им је њихова релативно флексибилна структура (без захтева за заједничким животом и служењем Литургије часова) омогућавала да буду флексибилни и задовоље различите потребе које су се тада појављивале.

### Ширење реда
Након дуге обуке и искуства у теологији, исусовци су кренули широм света у потрази за преобраћеницима у хришћанство. Упркос својој посвећености, имали су мало успеха у Азији, осим на Филипинима. На пример, ране мисије у Јапану резултирале су тиме да је влада доделила исусовцима феудални посед Нагасаки 1580. године. Ово је уклоњено 1587. због страха од њиховог растућег утицаја. Међутим, исусовци су имали много успеха у Латинској Америци. Њихов успон у друштвима Америке убрзао се током седамнаестог века, када су исусовци створили нове мисије у Перуу, Колумбији и Боливији. Већ 1603. године, само у Мексику је било 345 исусовачких свештеника.
Године 1541, Фрања Ксаверски, један од првобитних сапутника Лојоле, стигао је у Гоу, у Португалској Индији, да обавља евангеличку службу у Индијама. У писму из 1545. Жоау III од Португалије, затражио је да се у Гои успостави инквизиција за борбу против јереси као што су крипто-јудаизам и крипто-ислам. Под португалским краљевским патронатом, исусовци су напредовали у Гои и до 1759. успешно проширили своје активности на образовање и здравствену заштиту.
Године 1594, основали су прву академску институцију у римском стилу на Истоку, Колегијум Светог Павла у Макау, у Кини. Основао га је Алесандро Валињано и имао је велики утицај на учење источних језика (кинеског и јапанског) и културе од стране мисионарских језуита, поставши дом првим западним синолозима као што је Матео Ричи. Напори језуита у Гои прекинути су протеривањем језуита из португалских територија 1759. године од стране моћног маркиза од Помбала, државног секретара Португалије.
Године 1624, португалски језуита Антонио де Андраде основао је мисију у Западном Тибету. Године 1661, два исусовачка мисионара, Јохан Грубер и Алберт Дорвил, стигли су у Ласу, у Тибету. Италијански језуита Иполито Дезидери успоставио је нову исусовачку мисију у Ласи и Централном Тибету (1716–21) и стекао изузетно познавање тибетанског језика и културе, написавши дугачак и веома детаљан извештај о земљи и њеној религији, као и расправе на тибетанском које су покушавале да оповргну кључне будистичке идеје и успоставе истину католичког хришћанства.
Исусовачке мисије у Америкама постале су контроверзне у Европи, посебно у Шпанији и Португалији, где су сматране мешањем у исправне колонијалне подухвате краљевских влада. Исусовци су често били једина сила која је стајала између домородачких народа и ропства. Заједно широм Јужне Америке, а посебно у данашњем Бразилу и Парагвају, формирали су домородачке хришћанске градове-државе, назване „редукције“. То су била друштва успостављена према идеализованом теократском моделу. Напори језуита попут Антонија Руиза де Монтоје да заштите домороце од поробљавања од стране шпанских и португалских колонизатора допринели су позиву на укидање Дружбе. Исусовачки свештеници попут Мануела да Нобреге и Жозеа де Аншијете основали су неколико градова у Бразилу у 16. веку, укључујући Сао Пауло и Рио де Жанеиро, и били су веома утицајни у пацификацији, верској конверзији и образовању домородачких народа. Градили су школе, организовали људе у села и створили систем писања за локалне језике Бразила. Жозе де Аншијета и Мануел да Нобрега били су први исусовци које је Игнасио де Лојола послао у Америку.
Исусовачки учењаци који су радили у страним мисијама били су веома посвећени проучавању локалних језика и трудили су се да произведу латинизоване граматике и речнике. Ово је укључивало: јапански (видети Nippo jisho, такође познат као Vocabvlario da Lingoa de Iapam, „Речник јапанског језика“, јапанско-португалски речник написан 1603); вијетнамски (португалски мисионари створили су вијетнамско писмо, који је касније формализовао авињонски мисионар Александр де Род са својим тројезичним речником из 1651. Dictionarium Annamiticum Lusitanum et Latinum); тупи, главни језик Бразила, и пионирско проучавање санскрита на Западу од стране Жана Франсоа Понса 1740-их.
Исусовачки мисионари су били активни међу домородачким народима у Новој Француској у Северној Америци, а многи од њих су састављали речнике или глосаре језика Првих народа и домородачких Американаца које су научили. На пример, пре своје смрти 1708. године, Жак Гравије, генерални викар Илиноиске мисије у долини реке Мисисипи, саставио је мајамско-илиноиско-француски речник, који се сматра најопсежнијим међу делима мисионара. Обимна документација је остављена у облику Исусовачких релација, објављиваних годишње од 1632. до 1673. године.
- Шунко-ин звоно направљено у Португалији за цркву Нанбанџи, коју су водили исусовци у Јапану, 1576–1587.

#### Британија
Иако су исусовци били активни у Британији у 16. веку, због прогона католика у елизабетанско доба, енглеска провинција је основана тек 1623. године. Први хитан задатак за ране језуите на територији данашњег Уједињеног Краљевства био је успостављање места за обуку свештеника. Године 1579, Енглески колегијум је отворен у Риму. Године 1589, исусовачка богословија је отворена у Ваљадолиду.
Године 1592, Енглески колегијум је отворен у Севиљи. Године 1614, енглески колегијум је отворен у Лувену. Ово је била најранија основа онога што је касније постало Хејтроп колеџ. Кампион Хол, основан 1896, од тада је присутан унутар Универзитета у Оксфорду.
Исусовачке институције из 16. и 17. века, намењене обуци свештеника, биле су жаришта прогона католика у Британији, где су људи за које се сумњало да су католички свештеници рутински затварани, мучени и погубљивани. Међу убијенима су били и исусовци, укључујући Едмунда Кампиона, по којем је Кампион Хол добио име, као и Брајан Кансфилд, Ралф Корби и многи други. Неки од њих су канонизовани међу Четрдесет мученика Енглеске и Велса.
Године 2022, у Лондону су постојале четири исусовачке цркве, са још три богомоље у Енглеској и две у Шкотској.

#### Кина
Језуити су први пут ушли у Кину преко португалског насеља на Макау, где су се настанили на Зеленом острву и основали Колегијум Светог Павла. исусовачке кинеске мисије 16. и 17. века увеле су западну науку и астрономију, које су тада пролазиле кроз сопствену револуцију, у Кину. Научна револуција коју су донели исусовци поклопила се са временом када је научна иновација у Кини опала:
[Језуити] су уложили напоре да преведу западна математичка и астрономска дела на кинески и пробудили интересовање кинеских учењака за ове науке. Вршили су веома опсежна астрономска посматрања и извели први модерни картографски рад у Кини. Такође су научили да цене научна достигнућа ове древне културе и учинили их познатим у Европи. Кроз њихову преписку, европски научници су први пут сазнали за кинеску науку и културу.
Више од једног века, исусовци као што су Микеле Руђери, Матео Ричи, Дијего де Пантоха, Филип Купле, Михал Бојм и Франсоа Ноел усавршавали су преводе и ширили кинеско знање, културу, историју и филозофију у Европу. Њихова дела на латинском популаризовала су име „Конфучије“ и имала значајан утицај на деисте и друге мислиоце доба просветитељства, од којих су неки били заинтригирани покушајима језуита да помире конфучијанску моралност са католицизмом.
Доласком фрањеваца и других монашких редова, исусовачко прилагођавање кинеској култури и ритуалима довело је до дуготрајне контроверзе о кинеским ритуалима. Упркос личном сведочењу цара Кангсија и многих исусовачких преобраћеника да је кинеско поштовање предака и Конфучија био нерелигиозни знак поштовања, папски декрет папе Климента XI Cum Deus Optimus пресудио је да такво понашање представља недопустиве облике идолопоклонства и сујеверја 1704. године.
Његов папски легат Турнон и бискуп Шарл Мегро из Фуђена, задужени да представе овај налаз цару Кангсију, показали су такво екстремно незнање да је цар наредио протеривање хришћанских мисионара који нису могли да се придржавају услова Ричијевог кинеског катихизиса. Турнонова сумарна и аутоматска екскомуникација за све прекршиоце Климентовог декрета—потврђена булом из 1715. Ex Illa Die—довела је до брзог колапса свих мисија у Кини. Последњи исусовци су протерани после 1721. године.

#### Ирска
Прву исусовачку школу у Ирској основао је у Лимерику апостолски визитатор Свете столице, Давид Волф. Волфа је у Ирску послао папа Пије IV уз сагласност трећег исусовачког врховног генерала, Дијега Лаинеза. Био је задужен да оснује гимназије „као лек против дубоког незнања народа“. 
Волфова мисија у Ирској у почетку се концентрисала на постављање склеротичне ирске цркве на здраве темеље, увођење реформи Тридентског сабора и проналажење одговарајућих људи за попуњавање упражњених бискупија. Основао је кућу верских жена у Лимерику познату као Менабохта („сиромашне жене“), а 1565. године почеле су припреме за оснивање школе у Лимерику.
На његов подстицај, Ричард Крег, свештеник дијецезе Лимерик, убеђен је да прихвати упражњену надбискупију Арма и посвећен је у Риму 1564. године.
Ова рана школа у Лимерику, Кресент колеџ, радила је у тешким околностима. У априлу 1566. године, Вилијам Гуд послао је детаљан извештај у Рим о својим активностима преко португалских језуита. Обавестио је исусовачког врховног генерала да су он и Едмунд Данијел стигли у град Лимерик две године раније и да је њихова ситуација тамо била опасна. Обојица су стигла у град у веома лошем здравственом стању, али су се опоравили захваљујући љубазности људи.
Успоставили су контакт са Волфом, али су се са њим могли састајати само ноћу, пошто су енглеске власти покушавале да ухапсе легата. Волф их је у почетку задужио да подучавају дечаке из Лимерика, са нагласком на верском образовању, а Гуд је за ту сврху превео катихизис са латинског на енглески. Остали су у Лимерику осам месеци.
У децембру 1565. преселили су се у Килмалок под заштитом грофа од Дезмонда, где су живели удобније него у примитивним условима које су искусили у Лимерику. Нису могли да се издржавају у Килмалоку и три месеца касније, на Ускрс 1566, вратили су се у Лимерик, и чудно, сместили се у смештај у власништву лорда заменика Ирске, који су им пренели одређени утицајни пријатељи.
Поново су почели да предају у Кесл лејну и да деле сакраменте, иако су њихове активности биле ограничене доласком краљевских комесара. Гуд је известио да, пошто је био Енглез, енглески званичници у граду су га култивисали и био је позиван на вечеру са њима у више наврата, иако је упозорен да буде опрезан и избегава промовисање петринског примата и приоритета мисе међу сакраментима са својим ученицима и конгрегацијом, и да његове проповеди треба да наглашавају послушност световним владарима ако жели да избегне хапшење.
Број ученика о којима су се старали био је веома мали. Рани пример школске представе у Ирској послат је у једном од Гудових извештаја, која је изведена на празник Светог Јована 1566. године. Школа се одвијала у једној великој аули, а ученици су били подељени у посебне разреде. Гуд даје веома детаљан извештај о наставном плану и програму. Највиши разред је проучавао први и други део Commentarli grammatici Јоханеса Деспаутеријуса, и читао неколико писама Цицерона или дијалоге Фрусијуса (Андре де Фре, СЈ). Други разред је учио напамет Донатове текстове на латинском и читао дијалоге и дела Евалдуса Галуса. Ученици у трећем разреду су учили Доната напамет, преведеног на енглески, а не на латински. Млади дечаци у четвртом разреду су учили да читају. Напредак је био спор јер је било премало наставника да би се часови одвијали истовремено.
У духу Игњатијевог Римског колегијума, основаног 14 година раније, од ученика се није тражила школарине. Као резултат тога, два језуита су живела у веома лошим условима и била су преоптерећена подучавањем и дељењем сакрамената јавности. Крајем 1568. године, школу у Кесл лејну, у присуству Данијела и Гуда, напали су и опљачкали владини агенти које је послао сер Томас Кјузак током пацификације Минстера.
Политичка и верска клима постала је неизвеснија уочи формалне екскомуникације краљице Елизабете I од стране папе Пија V, што је резултирало новим таласом репресије католицизма у Енглеској и Ирској. Крајем 1568, англикански бискуп од Мита, Хју Брејди, послат је у Лимерик са краљевском комисијом да пронађе и протера језуите. Данијелу је одмах наређено да напусти град и отишао је у Лисабон, где је наставио студије са португалским исусовцима. Гуд је прешао у Клонмел, пре него што се настанио у Јолу до 1577. Године 1571, након што је Волф ухваћен и затворен у Даблинском замку, Данијел је убедио португалску провинцију да пристане на јемство за откупнину Волфа, који је брзо прогнан након ослобађања. Године 1572, Данијел се вратио у Ирску, али је одмах ухваћен. Код њега су пронађени инкриминишући документи, који су узети као доказ његове повезаности са побуњеним рођаком грофа од Дезмонда, Џејмсом Фицморисом и шпанском завером. Одведен је из Лимерика у Корк, „као да је лопов или познати злочинац“. Након што га је војни суд под председништвом лорда председника Минстера, сер Џона Перота, осудио на вешање, черечење и расецање због издаје, одбио је помиловање у замену за полагање заклетве Акта о супрематији. Погубљење је извршено 25. октобра 1572. године. Извештај о томе послао је Фицморис исусовачком врховном генералу 1576. године, где је рекао да је Данијел „окрутно убијен због мене“.
Са Данијеловом смрћу и Волфовим отпуштањем, ирска исусовачка фондација доживела је озбиљан ударац. Гуд је забележен као становник Рима 1577. године. Године 1586, заплена имања грофа од Дезмонда резултирала је новом сталном протестантском плантажом у Минстеру, што је на неко време онемогућило наставак рада школе у Лимерику. Тек почетком 1600-их исусовачка мисија је поново могла да се успостави у граду, иако су исусовци водили скроман живот у смештајима овде и онде. На пример, мисија коју је водио о. Николас Лејнаг поново се успоставила у Лимерику 1601. године, иако број језуита у граду није прелазио један или два у годинама које су уследиле.
Године 1604, лорд председник Минстера, сер Хенри Браункер - у Лимерику, наредио је свим исусовцима да напусте град и провинцију, и понудио 7 фунти свакоме ко је вољан да изда исусовачког свештеника властима, и 5 фунти за семинарца. исусовачке куће и школе широм провинције, у годинама које су уследиле, биле су подложне периодичним репресијама, а повремено уништавање школа, затварање наставника и наметање тешких новчаних казни родитељима забележени су у публикацијама тог времена. У периоду 1615–17, Краљевске визитационе књиге, које је написао Томас Џонс, англикански надбискуп Даблина, бележе укидање исусовачких школа у Вотерфорду, Лимерику и Голвеју.
Упркос овом повременом прогону, исусовци су успели да остваре одређени степен дискретног утицаја унутар провинције и у Лимерику. На пример, 1606. године, углавном захваљујући њиховим напорима, католик по имену Кристофер Холивуд изабран је за градоначелника града. Године 1602, резидентни језуита је прикупио суму од „200 крузада“ за оснивање болнице у Лимерику, иако је пројекат прекинут тешком епидемијом куге и репресијом лорда председника.
Главне активности реда у Лимерику у то време биле су посвећене проповедању, дељењу сакрамената и подучавању. Школа се отварала и затварала повремено у области Кесл лејна, близу Лахифијеве стазе. Током радова на рушењу у 19. веку, пронађени су каменови са ознакама I.H.S., 1642. и 1609. у зиду иза штавионице у близини капеле Свете Марије, за које се, према Ленихану, сматрало да обележавају место ране исусовачке школе и ораторијума. Ова зграда је, у другим временима, такође служила као плесна сала и фабрика свећа.
Током већег дела 1600-их, исусовачка фондација у Лимерику успоставила је трајније и стабилније присуство, а Исусовачки анали бележе „процват“ школе у Лимерику 1640-их. Током Конфедерације, исусовци су могли несметано да обављају своје послове и позвани су да јавно проповедају са проповедаонице катедрале Свете Марије у 4 наврата. Кардинал Ђовани Батиста Ринучини писао је исусовачком генералу у Риму, хвалећи рад ректора Лимеричког колегијума, о. Вилијама О'Харлија, коме је помагао о. Томас Берк.
Неколико година касније, током ере Протектората, само 18 језуита који су боравили у Ирској успело је да избегне хапшење од стране власти. Ленихан бележи да се Лимерички Кресент колеџ 1656. године преселио у колибу усред мочваре, коју су власти тешко проналазиле. Ову фондацију је предводио о. Николас Панч, коме су помагали о. Морис Патрик, Пирс Крег и Џејмс Форд. Школа је привукла велики број ученика из околине.
Приликом рестаурације Чарлса II, школа се вратила у Кесл лејн и остала је углавном неометана наредних 40 година, све до предаје града вилијамитским снагама 1692. године. Године 1671, др Џејмс Дули је именован за апостолског викара Лимерика. Током своје визитације дијецези, известио је Свету столицу да исусовци имају кућу и „воде школе са великим плодом, подучавајући омладину члановима вере и добрим моралима.“ Дули је такође приметио да су ову и друге католичке школе које су радиле у дијецези похађали и локални протестанти.
Присуство језуита у Ирској, у Казненој ери након битке на Бојну, варирало је. Године 1700. било их је само 6 или 7, да би се тај број попео на 25 до 1750. Мале исусовачке куће и школе постојале су у Атлону, Карик-он-Суиру, Кашелу, Клонмелу, Килкенију, Вотерфорду, Њу Росу, Вексфорду и Дрогеди, као и у Даблину и Голвеју. У Лимерику се чини да је постојала дуга пауза након пораза јакобитских снага. О. Томас О'Горман био је први језуита који се вратио у Лимерик након опсаде, стигавши 1728. године. Настанио се у Џејл лејну, близу замка у Енглеском граду. Тамо је отворио школу да „предаје основе класика бољестојећој омладини града.“ О'Горман је отишао 1737, а наследио га је о. Џон Мекграт. Следећи је био о. Џејмс Мекмахон, нећак примаса од Арме, Хју Мекмахон. Мекмахон је живео у Лимерику тринаест година до своје смрти 1751. Године 1746, о. Џозеф Морони послат је из Бордоа да се придружи Мекмахону и осталима. Морони је остао на локацији у Џејл лејну, предајући у „висококласној школи“ до 1773, када му је наређено да затвори школу и ораторијум након папског укидања Дружбе Исусове, 208 година након што ју је основао Волф. Морони је затим отишао да живи у Даблин и радио као секуларни свештеник.
Упркос напорима власти у замку и енглеске владе, школа у Лимерику успела је да преживи протестантску реформацију, Кромвеловску инвазију и Вилијамитске ратове, као и касније Казнене законе. Била је приморана да се затвори, не из верских или конфесионалних разлога, већ због политичких тешкоћа исусовачког реда на другим местима.
Након обнове Дружбе Исусове 1814. године, исусовци су постепено поново успоставили неколико својих школа широм земље, почевши од оснивања у Килдеру и Даблину. Године 1859, вратили су се у Лимерик на позив бискупа Лимерика, Џона Рајана, и исте године поново успоставили школу у Голвеју.

#### Канада
Током француске колонизације Нове Француске у 17. веку, исусовци су играли активну улогу у Северној Америци. Самјуел де Шамплен је поставио темеље француске колоније у Квебеку 1608. године. Домородачка племена која су насељавала данашњи Онтарио, Квебек и области око језера Симко и залива Џорџијан били су Монтањи, Алгонкини и Хјурони. Шамплен је веровао да ови народи имају душе које треба спасити, па је 1614. године довео реколекте, реформски огранак фрањеваца у Француској, да преобрате домородачко становништво.
Године 1624, француски реколекти су схватили величину свог задатка и послали су делегата у Француску да позове Дружбу Исусову да помогне у овој мисији. Позив је прихваћен, и исусовци Жан де Бребеф, Енемон Масе и Шарл Лалеман стигли су у Квебек 1625. године. Лалеман се сматра првим аутором једне од исусовачких релација Нове Француске, које су бележиле њихову евангелизацију током 17. века.
Језуити су се укључили у мисију међу Хјуронима 1626. и живели међу хјуронским народима. Бребеф је научио домородачки језик и саставио први речник хјуронског језика. Спољни сукоб приморао је језуите да напусте Нову Француску 1629. када је Квебек предат Енглезима. Године 1632, Квебек је враћен Французима Споразумом из Сен Жермен-ан-Леа и исусовци су се вратили на територију Хјуроније. Након низа епидемија европских болести које су почеле 1634, неки Хјурони су почели да не верују исусовцима и оптуживали их да су чаробњаци који бацају чини из својих књига.
Године 1639, језуита Жером Лалеман одлучио је да мисионарима међу Хјуронима треба локално боравиште и основао је Сент-Мари међу Хјуронима близу данашњег Мидланда, Онтарио, што је требало да буде реплика европског друштва. Постало је седиште језуита и важан део канадске историје. Током већег дела 1640-их исусовци су имали скроман успех, успоставивши пет капела у Хјуронији и крстивши више од хиљаду Хјурона од популације која је можда премашивала 20.000 пре епидемија 1630-их. Међутим, Ирокези из Њујорка, ривали Хјурона, постали су љубоморни на богатство Хјурона и контролу над системом трговине крзном и напали су хјуронска села 1648. године. Убијали су мисионаре и палили села, а Хјурони су се расули. И де Бребеф и Габријел Лалеман су мучени и убијени у ирокеским нападима. Због тога су канонизовани као мученици у Католичкој цркви.
Језуита Пол Рагено спалио је Сент-Мари међу Ирокезима, уместо да дозволи Ирокезима задовољство да га униште. До краја јуна 1649, Французи и неки хришћански Хјурони изградили су Сент-Мари II на Кристијан острво (Ил де Сен-Жозеф). Суочени са глађу, недостатком залиха и сталним претњама ирокеских напада, мали Сент-Мари II је напуштен у јуну 1650. Преостали хришћански Хјурони и исусовци отишли су у Квебек и Отава. Као резултат ирокеских напада и избијања болести, многи мисионари, трговци и војници су умрли. Данас, племе Хјурон, такође познато као Вајандот, има резерват Првих народа у Квебеку, Канада, и три велика насеља у Сједињеним Државама.
Након слома хјуронске нације, исусовци су преузели задатак преобраћења Ирокеза, нешто што су покушавали од 1642. са мало успеха. Године 1653, ирокеска нација је имала сукоб са Холанђанима. Тада су потписали мировни споразум са Французима и успостављена је мисија. Ирокези су се убрзо поново окренули против Француза. Године 1658, исусовци су имали мало успеха и били су под сталном претњом мучења или убиства. Наставили су своје напоре до 1687, када су напустили своје сталне положаје у домовини Ирокеза.
Године 1700, исусовци су се окренули одржавању Квебека, Монтреала и Отаве без успостављања нових положаја. Током Седмогодишњег рата, Квебек је освојен од стране Британаца 1759. и Нова Француска је дошла под британску контролу. Британци су забранили имиграцију нових језуита у Нову Француску. Године 1763, само 21 језуита је био стациониран у Новој Француској. Године 1773, остало је само 11 језуита. Године 1773, британска круна је прогласила да је Дружба Исусова у Новој Француској распуштена.
Распуштање реда оставило је значајна имања и инвестиције, што је доносило приход од око 5.000 фунти годишње. Савет за послове провинције Квебек, касније наслеђен од стране Законодавна скупштина Квебека, преузео је задатак расподеле средстава одговарајућим примаоцима, углавном школама. Године 1842, исусовачка мисија у Квебеку је поново успостављена. У наредним деценијама основан је низ исусовачких колегијума. Један од ових колегијума еволуирао је у данашњи Универзитет Лавал.

#### Сједињене Државе
У Сједињеним Државама, ред је најпознатији по својим мисијама међу Индијанцима почетком 17. века, својој мрежи колеџа и универзитета, и, у Европи пре 1773, по својој политички конзервативној улози у католичкој контрареформацији.
Друштво Исусово у Сједињеним Државама организовано је у географске провинције, од којих сваку предводи провинцијски супериор. Данас у Сједињеним Државама делују четири исусовачке провинције: САД Исток, САД Центар и Југ, САД Средњи запад, и САД Запад провинције. На свом врхунцу, било је десет провинција. Иако је било спајања у прошлости, велика реорганизација провинција почела је почетком 21. века, са циљем консолидације у четири провинције до 2020. године.

### Сузбијање и обнова
Сузбијање језуита отуђило је колонијална царства од домородаца којима су владали у Америкама и Азији, пошто су исусовци били активни заштитници права домородаца против колонијалних царстава. Са сузбијањем реда, профитабилне исусовачке редукције које су домороцима пружале богатство и заштиту заплењене су од стране краљевских власти, а домороци су поробљени. Суочени са овим сузбијањем, домороци, местици и креоли су подстакнути да започну Латиноамерички ратови за независност. Сузбијање језуита у Португалији, Француској, Двема Сицилијама, Парми и Шпанском царству до 1767. године дубоко је забринуло папу Климента XIII, браниоца друштва. Дана 21. јула 1773. његов наследник, папа Климент XIV, издао је папски бриф Dominus ac Redemptor, одређујући:
Узевши даље у обзир да поменута Дружба Исусова више не може доносити оне обилне плодове, у овом случају, одређујемо судбину друштва сврстаног међу просјачке редове, како по свом институту, тако и по својим привилегијама; након зрелог разматрања, ми, из нашег сигурног знања и пуноће наше апостолске моћи, сузбијамо и укидамо поменуту дружбу: лишавамо је сваке активности. И у ту сврху, члан регуларног свештенства, препоручљив због своје разборитости и здравог морала, биће изабран да председава и управља поменутим кућама; тако да име Дружбе буде, и јесте, заувек угашено и сузбијено.— Dominus ac Redemptor
Сузбијање је спроведено из политичких разлога у свим земљама осим у Пруској на неко време, и у Русији, где је Катарина Велика забранила његово проглашење. Пошто су милиони католика (укључујући многе језуите) живели у пољским провинцијама недавно припојеним Краљевини Пруској, Друштво је успело да одржи свој континуитет и настави свој рад током целог бурног периода сузбијања. Накнадно, папа Пије VI је дао формалну дозволу за наставак друштва у Русији и Пољској, са Станиславом Черњевичем изабраним за супериора провинције 1782. године. Њега су следили Габријел Ленкијевич, Францишек Кареу и Габријел Грубер до 1805, сви изабрани локално као привремени викари генерали. Папа Пије VII је током свог заточеништва у Француској одлучио да универзално обнови језуите, и по повратку у Рим то је учинио без много одлагања. Дана 7. августа 1814, булом Sollicitudo omnium ecclesiarum, поништио је сузбијање друштва, и тиме је други пољски језуита, Тадеуш Бжозовски, који је изабран за супериора у Русији 1805, стекао универзалну јурисдикцију. Након његове смрти 1820. године, исусовци су протерани из Русије од стране цара Александра I.
Период након обнове језуита 1814. године обележен је огромним растом, што доказује велики број исусовачких колеџа и универзитета основаних током 19. века. У то време у Сједињеним Државама, 22 од 28 универзитета друштва су основали или преузели исусовци. Сматра се да је искуство сузбијања послужило за јачање ортодоксије међу исусовцима. Иако је ова тврдња дискутабилна, исусовци су генерално подржавали папски ауторитет унутар цркве, а неки чланови су се повезали са ултрамонтанистичким покретом и проглашењем папске непогрешивости 1870. godine.
У Швајцарској, савезни устав је измењен и исусовци су протерани 1848. године, након пораза католичког одбрамбеног савеза Сондербунд. Забрана је укинута 20. маја 1973. године, када је 54,9% гласача прихватило референдум којим се мења устав.

### Документи Католичке цркве
- Обраћање Бенедикта XVI члановима Друштва Исусовог, 22. априла 2006 Архивирано 2013-08-22 на сајту
- Посета Бенедикта XVI Папском грегоријанском универзитету, 3. новембра 2006 Архивирано 2012-10-21 на сајту

### Исусовачки документи
- Исусовачки Ratio Studiorum из 1599.
- исусовачка мисионарска штампа у Јапану, 1591–1610
- Духовне вежбе св. Игњатија Лојоле Архивирано 2010-12-02 на сајту

### Остали линкови
- The Jesuits Архивирано 2018-03-22 на сајту , BBC Radio 4 дискусија са Најџелом Астоном, Сајмоном Дичфилдом и Олвен Хатон (In Our Time, 18. јануар 2007)
- „The Jesuit Curia in Rome”. Архивирано из оригинала 26. 2. 2011. г. Приступљено 2. 4. 2012.
- „Archivum Romanum Societatis Iesu – Jesuit Archive in Rome”. Архивирано из оригинала 2. 7. 2013. г. Приступљено 2. 7. 2013.
- Journal of Jesuit Studies. Архивирано 2021-09-04 на сајту  Institute for Advanced Jesuit Studies. Boston College.